# 1431 هـ
1431 هي سنة في التقويم الهجري التي امتدت مقابلةً في التقويم الميلادي بين سنتي 2009 و2010.

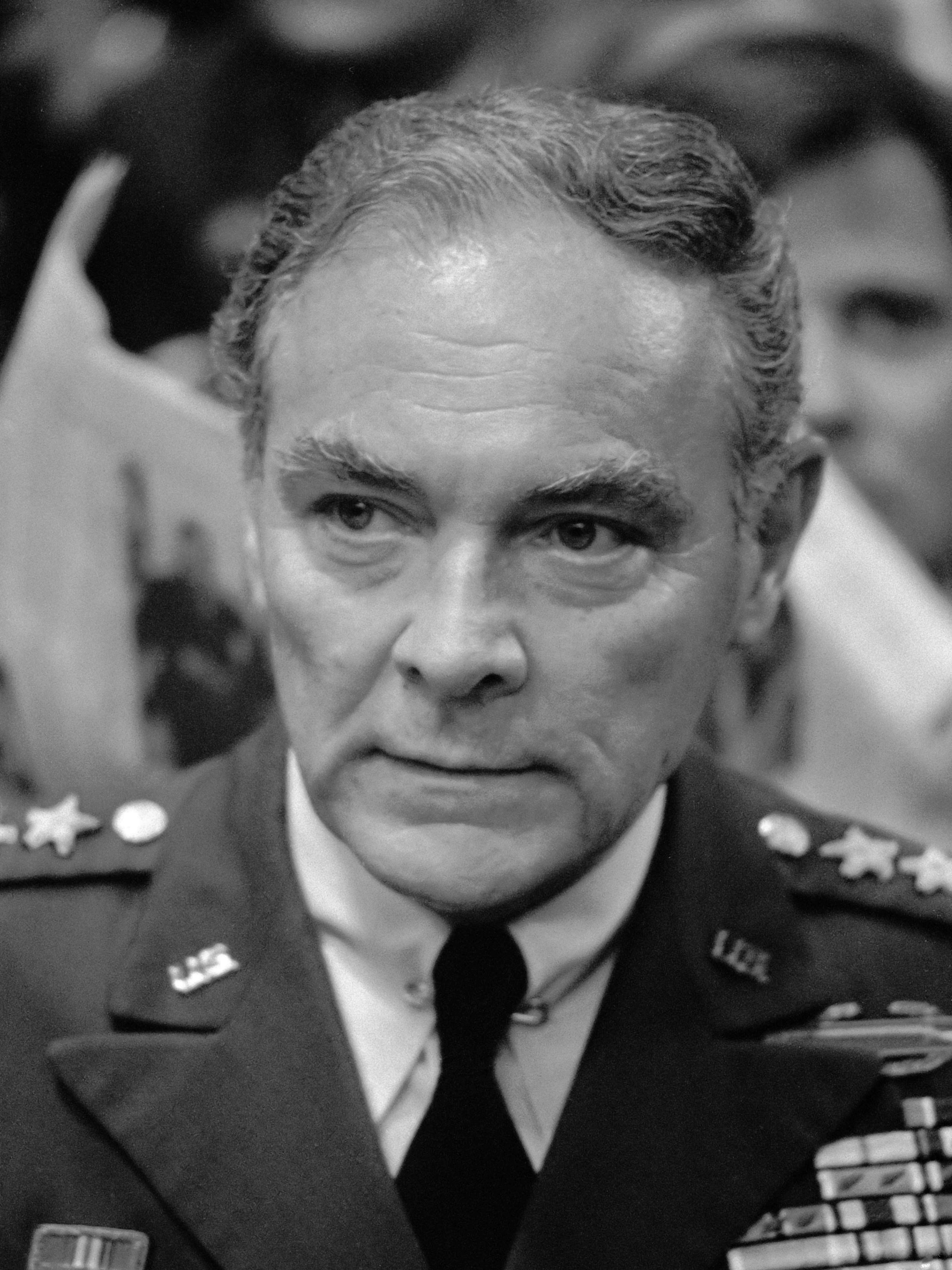
ألكسندر هيغ

## وفيات
- أحمد البغدادي
- أحمد السقاف
- أحمد العسال
- أحمد بن زايد آل نهيان
- أحمد ماهر (سياسي)
- أسامة أنور عكاشة
- ألكسندر هيغ
- أمين الهندي
- أنيس صايغ
- أورخان محمد علي
- إدريس الشيخي
- إياد شلباية
- الحبيب بورقيبة الابن
- الطاهر شريعة
- الطاهر وطار
- برلنتي عبد الحميد
- توني كرتيس
- خليفة التليسي
- خوان أنطونيو سامارانش
- دانيال بن سعيد
- دينيس هوبر
- رباب (مغنية)
- روبيرتو روزاتو
- زولتان فارغا
- شوقي أبو خليل
- صقر بن محمد القاسمي
- صلاح الدين المنجد
- صلاح السقا
- عائشة مناف
- عامر خماش
- عبد الأمير مطر
- عبد الحميد طهماز
- عبد الرحمان الجيلالي
- عبد الرحمن بارود
- عبد الرحمن وحيد
- عبد الصبور شاهين
- عبد العزيز الحماد
- عبد العزيز الدوري
- عبد القادر بن أحمد السقاف
- عبد الله بن عبد الرحمن الغديان
- عبد الله فرغلي
- عبده الراجحي
- عز الدين العراقي
- عمر يارادوا
- غازي عبد الرحمن القصيبي
- غاليمزيان خوساينوف
- غانم الصالح
- فؤاد أحمد
- فؤاد صادق مفتي
- فاضل الفراتي
- فتحي الخولي
- فرد هاليداي
- فلاديمير إليوشن
- فيحان العربيد
- فيصل علوي
- كامل الأسعد
- كمال الحلو
- كمال الشاذلي
- لخضر بن طوبال
- ليسلي نيلسن
- مبارك بن محمد بن خليفة آل نهيان
- محمد أبو سمرة (فلسطيني)
- محمد أركون
- محمد الأمير
- محمد السقا
- محمد باقر علم الهدى
- محمد حسين فضل الله
- محمد حمزة (شاعر)
- محمد داود عودة
- محمد عابد الجابري
- محمد عبده يماني
- محمد عفيفي مطر
- محمد علي ثاني
- محمد فتحي عثمان
- محمد مزالي
- محمد مساعد الصالح
- محمد نايل
- محمد نمر الخطيب
- محمود السعدني
- محمود المبحوح
- محيي الدين اللباد
- مراد غالب
- مسعود علي محمدي
- مصطفى التريكي
- مصطفى السلاب
- منذر المصري
- نبيلة النابلسي
- نصر حامد أبو زيد
- نظيم شعراوي
- نورمان ويزدوم
- هاشم علم الدين
- هاني الروماني
- همام البلوي
- وهبي البوري
- يوسف درويش (ممثل)
- 8 ربيع الآخر - المهدي بنونة، صحفي وسياسي ودبلوماسي مغربي.
- عبد العظيم الديب
- عز الدين إبراهيم
- علي تونسي
- فؤاد زكريا
- محمد سيد طنطاوي
- محمود شكري
- عاتق البلادي
- جابر بن سلمان مدخلي
- علي بن مديش بجوي
- إبراهيم بن حسن الشعبي